# Eutropha variegata
Eutropha variegata är en tvåvingeart som beskrevs av Friedrich Hermann Loew 1866. Eutropha variegata ingår i släktet Eutropha och familjen fritflugor. Arten har ej påträffats i Sverige. Inga underarter finns listade i Catalogue of Life.